# Satoru Asari
Satoru Asari (浅利 悟 Asari Satoru?), född 10 juni 1974 i Saitama prefektur, är en japansk före detta fotbollsspelare.
Asari började sin karriär 1997 i Tokyo Gas (FC Tokyo). Han spelade 250 ligamatcher för klubben. Med FC Tokyo vann han japanska ligacupen 2004 och 2009. Han avslutade karriären 2009.